# Дако, Давид
Давид Дако (фр. David Dacko; 24 марта 1930, Бушья, Среднее Конго, Французская Экваториальная Африка — 20 ноября 2003, Яунде, Камерун) — центральноафриканский государственный деятель, президент Центральноафриканской Республики в 1960—1966 и в 1979—1981 годах. Дако правил страной авторитарными методами: арестовывал оппозиционеров, запрещал партии и переписывал Конституцию для усиления своей власти. Оба срока его правления закончились военным переворотом.

## Ранние годы и приход в политику
Давид Дако родился 24 марта 1930 года в деревне Бушья на севере французской колонии Среднее Конго в семье ночного сторожа плантации. Дако получил начальное школьное образование и решил стать учителем. В 1951 году окончил педагогическое училище и начал преподавать в начальных классах школы в Банги — административном центре колонии Убанги-Шари. В 1955 году стал директором колледжа в Куанга.
Дако приходился двоюродным братом авторитетному в Убанг-Шари политику Бартелею Боганде. Тот подтолкнул его начать политическую карьеру — Дако вступил в возглавляемую родственником партию Движение за социальное развитие Чёрной Африки (ДСЧА). В марте 1957 года Дако победил на выборах в Территориальную ассамблею Убанги-Шари в округе Омбелла-Мпоко. В мае получил от Боганды, тогда председателя Правительственного совета колонии, пост министра земледелия, животноводства, лесного и водного хозяйства. В августе 1958 года Дако занял пост министра внутренних дел, а после расширения полномочий ведомства в декабре — министра внутренних дел, экономики и торговли.
В марте 1959 года Боганда погиб в авиакатастрофе. Между Дако, премьер-министром Абелем Гумбой и председателем ДСЧА Этьеном Нгунио началась борьба за власть. При поддержке Франции и местных европейских бизнесменов Дако победил и занял посты соперников. В ноябре Дако избежал вотума недоверия, а в мае 1960 года добился избрания председателем парламента своего соратника Мишеля Адама-Тамбу.

## Первый срок правления
14 марта 1960 года Дако стал президентом страны. Глава государства не только занял посты министра обороны и хранителя печати, но и сохранил должность премьер-министра, чем нарушил Конституцию. Дако договорился с Францией о предоставлении Центральноафриканской Республике независимости. Она была провозглашена 13 августа.
Президент быстро проявил авторитарные наклонности. Оппозиционная партия Движение за демократическое развитие Центральной Африки под руководством Гумбы добилась успеха на выборах в парламент в сентябре 1960 года. Дако заставил депутатов ограничить действие некоторых статей Конституции и арестовал Гумбу с активистами. Власти запретили его партию, а в ноябре 1962 года распространили запрет на остальные партии, кроме правящей ДСЧА.

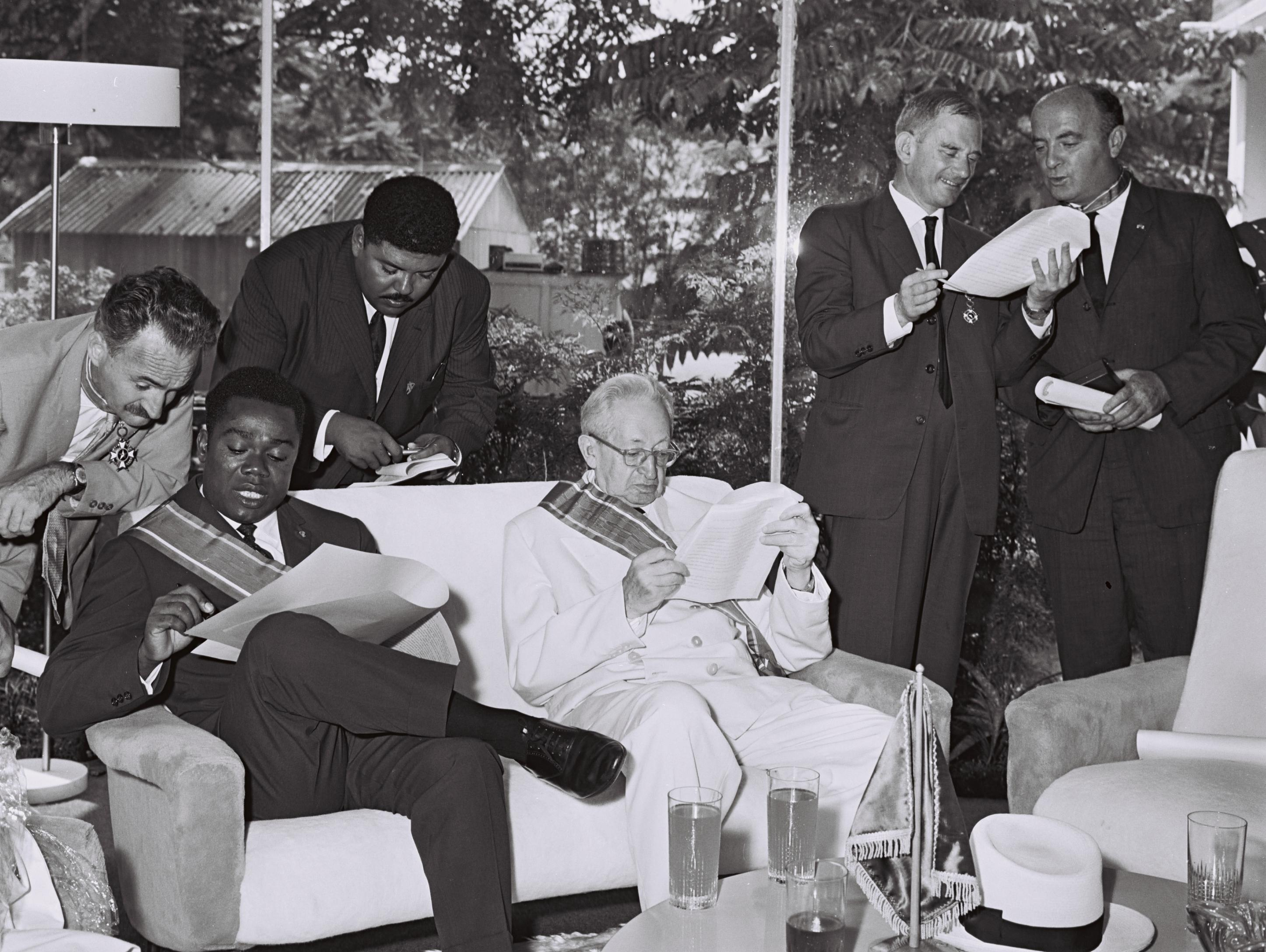
Дако и президент Израиля Ицхак Бен-Цви

Ради лояльности местных элит Дако создал в ДСЧА руководящий комитет, посты в котором раздал знати основных народов республики. Верные президенту соратники возглавили регионы, в которых прошла кампания «африканизации»: замены чиновников-европейцев на чернокожих.
5 января 1964 года в ЦАР прошли первые всеобщие президентские выборы. Будучи единственным кандидатом, Дако набрал 99,97 % голосов. Без конкуренции прошли и выборы в парламент: список ДСЧА получил 98,96 % голосов. В ноябре депутаты приняли новую Конституцию. Документ расширил власть президента и легитимизировал однопартийную систему.
Дако тесно сотрудничал с бывшей метрополией. Он подписал с Францией договоры о военном, политическом и экономическом сотрудничестве. По мнению российского африканиста Василия Филиппова, республика представляла собой подконтрольное Франции «квазигосударство». Париж поддерживал союзника деньгами и советниками. Французы помогли создать армию и жандармерию республики. Связь с Францией ослабла в 1964 году, когда Дако наладил отношения с КНР из-за финансовых проблем — он рассчитывал получить от КНР большой беспроцентный кредит. Экономический кризис вынудил Дако начать борьбу с коррупцией и заморозить зарплаты чиновников.
Дако пытался привлечь в страну иностранный капитал, поощрял частное предпринимательство. Особое внимание в экономике президент уделял алмазам. Он отнял у французских компаний монополию на их добычу, построил в Банги завод по переработке алмазов, разрешил всем жителям страны самостоятельно добывать драгоценный камень. Доходы от алмазного экспорта выросли, но коррупция, кумовство и траты на огромный государственный аппарат сдерживали экономический рост.

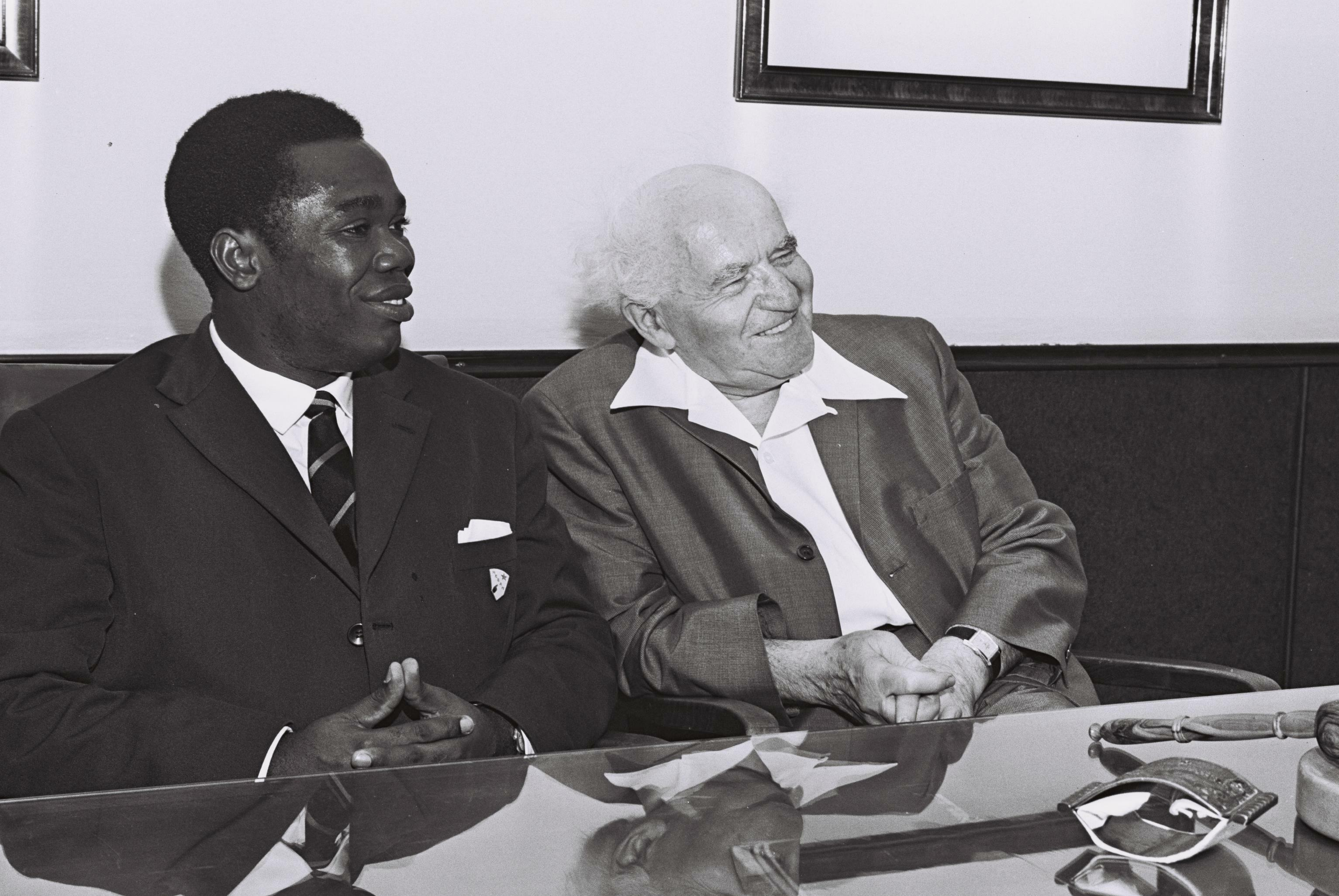
Дако и премьер-министр Израиля Давид Бен-Гурион

Российский африканист Иван Кривушин считает политику Дако «провалом». У президента сложилась репутация человека, позабывшего родные традиции ради европейского образа жизни. В глазах людей его правление не отличалось от прежней колониальной власти. Сельские регионы были недовольны вмешательством государства в свои экономические дела и стремились уйти от опеки столичной власти.
К концу 1965 года режим Дако ослаб: задержки зарплаты возмущали чиновников и силовиков, а Франция перестала поддерживать республику из-за связей с КНР. Ситуацию усугубило соперничество армии и жандармерии, которой покровительствовал президент. Шатким положением Дако воспользовался его двоюродный брат — начальник генштаба полковник Жан Бедель Бокасса. В новогоднюю ночь 1966 года офицер возглавил военный переворот: заговорщики свергли и арестовали Дако.

## Заключение и возвращение к власти
Бокасса заключил Дако в столичную тюрьму Нгарагба, где пленник спал на голой земле и заболел астмой. 1 февраля Дако перевели в военный лагерь Ру. Его плохо кормили, запрещали книги. В ответ Дако объявил голодовку, после которой ему разрешили читать. В июне 1969 года Дако обратился к послу КНР в Республике Конго с просьбой поддержать его семью деньгами. Новость об этом разгневала Бокассу. Он вернул родственника в тюрьму и собирался судить за «покушение на государственную безопасность». 14 июля из-за страха перед реакцией мирового сообщества Бокасса снял обвинения и отправил Дако в регион Лобае, где установил за ним слежку.
В сентябре 1976 года для поддержки имиджа своей власти Бокасса назначил Дако советником. Между родственниками были натянутые отношения. Больной астмой Дако притворился, что ему нужна медицинская помощь, и под этим предлогом бежал в Париж.
В апреле 1979 года Бокасса, к тому времени объявивший страну империей, жестоко подавил выступление молодёжи против попытки государства навязать учащимся дорогую школьную форму, без которой не пускали на занятия. Погибло не менее ста детей. Правозащитная организация Amnesty International издала доклад о расправе над протестующими. Тесные отношения Франции с Бокассой угрожали репутации страны.
Дако согласился на предложение администрации президента Валери Жискар д’Эстена участвовать в свержении Бокассы. 19 сентября 1979 года Дако вылетел на родину вместе с ударной группой 1-го парашютного полка морской пехоты. Уже 20 сентября столица страны — Банги — была под контролем французов. В эфире столичной радиостанции Дако объявил о конце режима Бокассы, восстановлении республики и своих полномочий как её президента.

## Второй срок правления

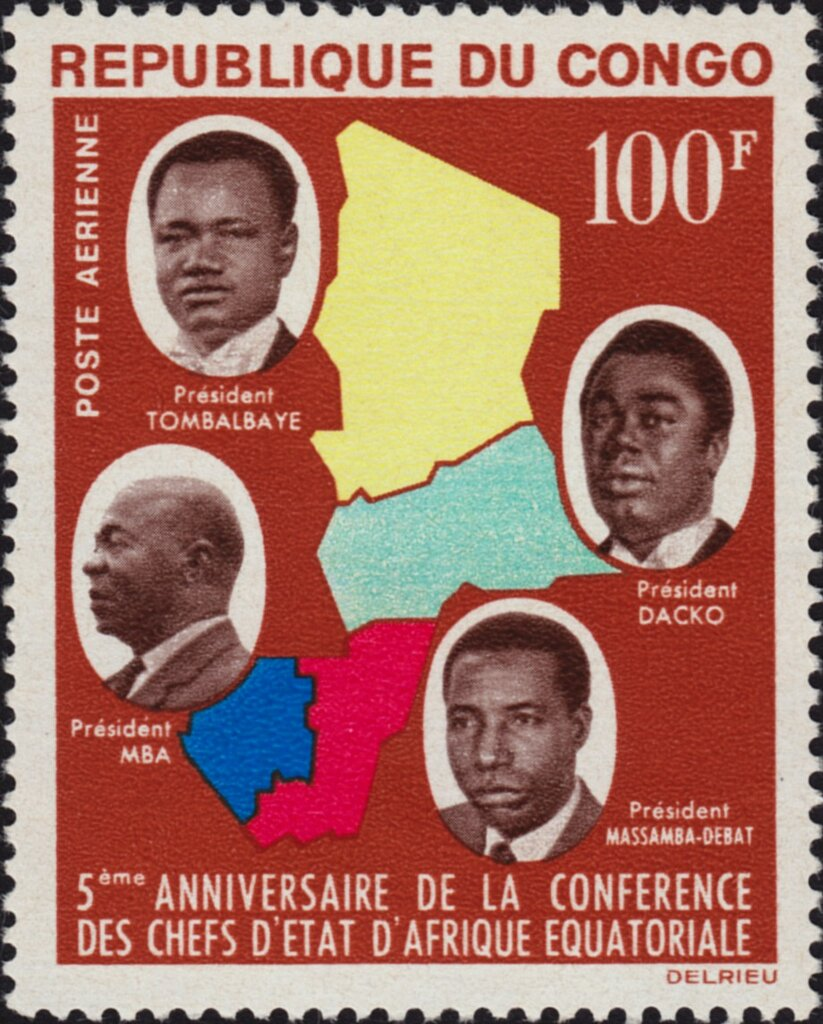
Дако на марке Республики Конго

После возвращения к власти Дако освободил политических заключённых, арестовал и судил видных сановников империи. Некоторые силовики и чиновники были расстреляны. Дако распустил ДСАЧ и создал на его основе партию Центральноафриканский демократический союз. Президент обвинил Бокассу в убийстве 150 школьников, заявил о человечине в холодильнике бывшего императора. В декабре 1980 года столичный суд заочно приговорил Бокассу к казни. Дако безуспешно добивался экстрадиции Бокассы из Кот-д'Ивуара, где тот осел. Через несколько месяцев после возвращения Дако к власти бывший гвардеец Бокассы три раза выстрелил в президента. Его спас бронежилет.
Дако вернулся к авторитаризму. Президент разрешил многопартийность, но с условием согласовывать уставы новых партий с правительством. Из-за проблем в экономике и роста числа забастовок в январе 1980 года Дако отменил право трудящихся на забастовку. Он снял запрет через несколько дней из-за угрозы всеобщей стачки. Соперники президента Гумба и Анж-Феликс Пассе критиковали его за захват власти с помощью французов и предательство национальных интересов в пользу французского неоколониализма. Дако ответил репрессиями. В марте 1980 года он арестовал Гумбу и запретил его партию — Убангийский патриотический фронт / Партия труда (УПФ/ПТ). В тюрьмы попали Патассе и забастовщики в Банги.
Аресты не подавили протестное движение. В июне в столице протестовали учащиеся, в октябре — чиновники. Режим Дако ослаб из-за внутренних конфликтов. В августе президент уволил и арестовал вице-президента Анри Майду и премьер-министра Бернар Кретьен Айяндхо. Позже Дако пошёл на уступки общественности: обещал новую конституцию, президентские выборы, выпустил Патассе из тюрьмы и разрешил работу оппозиционных УПФ/ПТ и Фронта освобождения центральноафриканского народа.
На референдуме в феврале 1981 года население одобрило новую Конституцию. Республика стала президентской со многопартийной системой. В марте Дако победил на президентских выборах: он набрал 50,23 % голосов. Из-за новости о победе Дако в Банги и Босангоа начались беспорядки. Оппозиция не признала итоги выборов и обвинила власть в фальсификациях.
После переворота влияние Франции в республике выросло. Обеспокоенный вторжением Ливии в Чад президент разрешил бывшей метрополии разместить солдат в Банги. Франция возродила старую военную базу в Буаре. Французские советники работали в главных ведомствах ЦАР. Главный агент Генерального директората внешней безопасности в стране Жан-Клод Мантьон возглавил президентскую гвардию. За большую власть в республике офицера прозвали «проконсулом». Французская поддержка ослабла, когда в мае 1981 года во Франции к власти пришёл Франсуа Миттеран. Дако и новый президент не нашли общий язык.
В июле 1981 года Центральноафриканское движение национального освобождения (ЦДНО) совершило теракт в столичном кинотеатре. В том же месяце под предлогом борьбы с терроризмом Дако запретил не только ЦДНО, но и другие оппозиционные партии, ввёл военное положение. В августе недовольство общества заставило Дако вернуть оппозиционные движения в политическую жизнь. К тому времени Патассе набрал большую популярность. 31 августа жители Банги с радостью встретили вернувшегося из эмиграции оппозиционера.
Начальник генштаба генерал Андре Колингба воспользовался слабостью режима. 1 сентября офицер совершил военный переворот: вынудил Дако передать власть Военному комитету национального возрождения и подать в отставку. МИД Франции со ссылкой на врача Дако заявил, что президент подал в отставку из-за проблем со здоровьем.

## Попытки вернуть власть и уход из политики
Новый режим не преследовал бывшего президента. В начале 90-х под давлением Франции и США Колингба разрешил работу партий. Дако создал Движение за демократию и развитие и участвовал в президентских выборах 1992 года. Верховный суд аннулировал их итоги из-за массовых нарушений. В феврале 1993 года Дако возглавил Временный национальный политический совет республики — замену распущенного парламента. На выборах президента в феврале 1993 года Дако набрал 20 % голосов и занял третье место. Он стал одним из лидеров оппозиции в период первого президентского срока Патассе. Неудача на выборах 1999 года, когда Дако набрал 11 % голосов, заставила его завершить политическую карьеру.
В сентябре 2003 года Дако участвовал в Общенациональном диалоге — форуме национального примирения. Там он извинился перед согражданами за ошибки своего правления и попросил прощения у давнего политического соперника Гумбы за репрессии.
Конец жизни бывший президент провёл в Банги. Из-за тяжёлого приступа астмы в сентябре 2003 года Дако полетел на лечение во Францию. Во время промежуточной посадки в Камеруне Дако стало хуже — его госпитализировали в Яунде. Дако умер на 74-м году жизни 20 ноября от лёгочной и сердечной недостаточности. Бывшего президента похоронили 13 декабря в Мокинде. Власти ЦАР объявили месячный траур.
Генсекретарь ООН Кофи Аннан назвал Дако «крупной политической фигурой в истории своей страны» и заявил, что бывшего президента «будут помнить за его долгую службу народу Центральноафриканской Республики».